# Mörttjärnen (Styrnäs socken, Ångermanland)
Mörttjärnen är en sjö i Kramfors kommun i Ångermanland och ingår i Ångermanälvens huvudavrinningsområde.